# 金·弗菜明
金·弗菜明（英語：Walter "King" Fleming，1922年5月4日—2014年4月1日），是一名美国爵士乐钢琴家和乐队指挥，他出生于伊利诺伊州芝加哥市。
早年他为爵士乐唱片公司工作，随后主要进行演绎工作。2014年4月1日，他死于家中，享年91岁。